# Wybory uzupełniające do Senatu Rzeczypospolitej Polskiej IX kadencji
Wybory uzupełniające do Senatu Rzeczypospolitej Polskiej IX kadencji odbyły się 6 marca 2016 (okręg nr 59). Przyczyną było zaakceptowanie przez jednego z senatorów powołania na urząd wojewody.

## Lista wyborów uzupełniających do Senatu IX kadencji
| Okręg | Data         | Były senator | Były senator            | Wybrany senator | Wybrany senator   | Frekwencja | Przyczyna                         |
| ----- | ------------ | ------------ | ----------------------- | --------------- | ----------------- | ---------- | --------------------------------- |
| 59    | 6 marca 2016 |              | Bohdan Paszkowski (PiS) |                 | Anna Anders (PiS) | 17,11%     | powołanie na wojewodę podlaskiego |

## Przyczyny zarządzania wyborów uzupełniających
Podstawą prawną zarządzenia wyborów uzupełniających do Senatu Rzeczypospolitej Polskiej IX kadencji jest Ustawa z dnia 5 stycznia 2011 r. – Kodeks wyborczy (Dz.U. z 2022 r. poz. 1277).
Zgodnie z art. 279 w razie utraty mandatu przez senatora Prezydent Rzeczypospolitej Polskiej zarządza przeprowadzenie wyborów uzupełniających w okręgu, z którego został on wybrany, w ciągu 3 miesięcy od dnia stwierdzenia wygaśnięcia mandatu senatora. Wyborów uzupełniających nie przeprowadza się w okresie 6 miesięcy przed dniem, w którym upływa termin zarządzenia wyborów do Sejmu kolejnej kadencji. Głosowanie przeprowadza się wyłącznie na terytorium kraju.
Wygaśnięcie mandatu senatora niezwłocznie stwierdza Marszałek Senatu w formie obwieszczenia w następujących wypadkach:
- śmierci senatora;
- utraty prawa wybieralności lub nieposiadania go w dniu wyborów;
- pozbawienia mandatu prawomocnym orzeczeniem Trybunału Stanu;
- zrzeczenia się mandatu;
- zajmowania w dniu wyborów stanowiska lub funkcji, których, stosownie do przepisów Konstytucji Rzeczypospolitej Polskiej albo ustaw, nie można łączyć z mandatem senatora (z wyjątkiem);
- powołania w toku kadencji na stanowisko lub powierzenia funkcji, których, stosownie do przepisów Konstytucji Rzeczypospolitej Polskiej albo ustaw, nie można łączyć ze sprawowaniem mandatu senatora;
- wyboru w toku kadencji na posła do Parlamentu Europejskiego.

## Wybory uzupełniające 6 marca 2016 (okręg nr 59)

Okręg wyborczy nr 59 na tle Polski

Wybory uzupełniające do Senatu Rzeczypospolitej Polskiej w okręgu nr 59, które odbyły się 6 marca 2016, zostały zarządzone postanowieniem Prezydenta RP Andrzeja Dudy z 28 grudnia 2015 z powodu powołania Bohdana Paszkowskiego na wojewodę podlaskiego (9 grudnia 2015). Przeprowadziła je Okręgowa Komisja Wyborcza w Białymstoku.
Mandat senatorski uzyskała Anna Anders.

### Kalendarz wyborczy
- do 16 stycznia 2016 – zawiadomienie Państwowej Komisji Wyborczej: przez organ partii politycznej o utworzeniu komitetu wyborczego; przez pełnomocnika wyborczego o utworzeniu koalicyjnego komitetu wyborczego lub o utworzeniu komitetu wyborczego wyborców,
- do 26 stycznia 2016 do godz. 24:00 – zgłaszanie kandydatów na senatora w celu zarejestrowania,
- 4 marca 2016 o godz. 24:00 – zakończenie kampanii wyborczej,
- 6 marca 2016, godz. 7:00–21:00 – głosowanie[2].

### Kandydaci
Swoje kandydatury zarejestrowali:
1. Anna Anders (Prawo i Sprawiedliwość) – przewodnicząca Rady Ochrony Pamięci Walk i Męczeństwa,
2. Mieczysław Bagiński (Polskie Stronnictwo Ludowe) – radny sejmiku podlaskiego, były wojewoda łomżyński,
3. Szczepan Barszczewski (KORWiN),
4. Andrzej Chmielewski (Samoobrona) – były radny sejmiku podlaskiego, były wicewojewoda podlaski,
5. Sławomir Gromadzki (KWW Szary Obywatel),
6. Jerzy Ząbkiewicz (KWW „Praca i Przyszłość” – Jerzy Ząbkiewicz Senatorem Twojego Regionu).

Mieczysław Bagiński kandydował w poprzednich wyborach w tym okręgu (październik 2015).

### Wyniki
| Kandydat                                                                                     | Kandydat              | Komitet wyborczy                                                      | Głosów | Głosów | Głosów |
| Kandydat                                                                                     | Kandydat              | Komitet wyborczy                                                      | Liczba | %      | +/–    |
| -------------------------------------------------------------------------------------------- | --------------------- | --------------------------------------------------------------------- | ------ | ------ | ------ |
|                                                                                              | Anna Anders           | Prawo i Sprawiedliwość                                                | 30 661 | 47,26  | –2,39  |
|                                                                                              | Mieczysław Bagiński   | Polskie Stronnictwo Ludowe                                            | 26 618 | 41,03  | +13,59 |
|                                                                                              | Jerzy Ząbkiewicz      | KWW „Praca i Przyszłość” – Jerzy Ząbkiewicz Senatorem Twojego Regionu | 4 177  | 6,44   | –      |
|                                                                                              | Szczepan Barszczewski | KORWiN                                                                | 1 992  | 3,07   | –      |
|                                                                                              | Sławomir Gromadzki    | KWW Szary Obywatel                                                    | 764    | 1,18   | –      |
|                                                                                              | Andrzej Chmielewski   | Samoobrona                                                            | 669    | 1,03   | –      |
| Frekwencja: 17,11% Liczba głosów ważnych: 64 881 (99,41%) Źródło: Państwowa Komisja Wyborcza |                       |                                                                       |        |        |        |